# Glebych minutissimus
Genre
Espèce
Glebych minutissimus, unique représentant du genre Glebych, est une espèce d'araignées aranéomorphes de la famille des Theridiidae.

## Distribution
Cette espèce est endémique de la région de Junín au Pérou,. Elle se rencontre vers Calabaza.

## Description
Le mâle holotype mesure 0,79 mm et la femelle paratype 0,91 mm.

## Étymologie
Ce genre est nommé en l'honneur de Kirill Glebovitch Mikhailov.

## Publication originale
- Eskov & Marusik, 2021 : « Glebych minutissimus gen. et sp. nov., the smallest cobweb spider (Araneae: Theridiidae). » Zootaxa, no 5006(1), p. 45-53.